# Podróż apostolska Pawła VI do Kolumbii i na Bermudy
6. podróż apostolska papieża Pawła VI odbyła się w dniach 21-25 sierpnia 1968 roku. Paweł VI odwiedził wówczas Kolumbię oraz Bermudy. Celem pielgrzymki był udział w Światowym Kongresie Eucharystycznym.
Najważniejsze punkty pielgrzymki:
- uczestnictwo w Światowym Kongresie Eucharystycznym
- spotkanie z prezydentem Kolumbii, Carlosem L. Restrepo
- spotkanie z duchownymi w katedrze w Bogocie
- spotkanie z przedstawicielami społeczności żydowskiej
- spotkanie z władzami Bogoty
- krótkie spotkanie z wiernymi na lotnisku na Bermudach